# Nein, Aus, Pfui! Ein Baby an der Leine
Nein, Aus, Pfui! Ein Baby an der Leine ist eine deutsche Fernseh-Komödie aus dem Jahr 2012. 

## Handlung
Hanna ist schwanger und weiß nicht, wie sie es ihrem Freund Jan beibringen soll. Dieser wünscht sich keine Kinder. Da das Paar nicht einmal auf Hunde aufpassen könne, sei ein Kind bei ihnen nicht sicher. Um Hannas Kinderwunsch also austreiben zu wollen, holt sich Jan mit Lucky einen absoluten Problemhund aus dem örtlichen Hundeheim. Der Plan geht auf. Der Hund randaliert und zerstört alles Mögliche in der Wohnung. Unglücklicherweise verletzt er sich dabei, sodass Hanna ihn, ähnlich einem Baby, wieder gesund pflegt. Als sie dann auch noch hinter Jans perfiden Plan kommt, ist der Beziehungsstreit vorprogrammiert. Nach einer Trennung und Hannas Abreise in Richtung Holland kommt es schließlich doch zum Happy End, nachdem Jan von Hannas Schwangerschaft erfährt und ihrem Reisebus hinterhereilt.

## Hintergrund
Die Produktion der Frankfurter U5 Filmproduktion wurde unter dem Arbeitstitel Nein Aus Pfui – das Babyprojekt vom 10. Mai 2012 bis zum 14. Juni 2012 in Frankfurt am Main gedreht. Es standen 25 Drehtage und ein Budget von gut 1,6 Millionen Euro zur Verfügung. Die Wirtschafts- und Infrastrukturbank Hessen förderte das Projekt mit 395.000 Euro aus dem Programm HessenInvestFilm. Filmhund Lucky wird von der Continental Bulldog Bitch einer Filmtierschule dargestellt.
Die Erstausstrahlung am 18. September 2012 auf Sat.1 sahen etwa 2,62 Mio. Zuschauer, was einem Marktanteil von 9,1 Prozent entsprach.

## Kritiken
„Anspruchslose Fernsehkomödie.“

„Außer lausigen Gags und einem schnarchigen Skript hat dieser Screwball-Versuch nichts zu bieten. Noch nicht einmal Schauspiel-Bulldogge „Bitch“ beweist Biss. Fazit: Pfui! Erst Hund, dann Kind – ein Film für die Katz!“

„Ein Chaos-Beziehungsspaß von Kai Meyer-Ricks. […] Albern-flache Klamotte, bei der sich der Zuschauer bald fragt, warum gestandene Schauspieler […] für solch einen Unsinn vor die Kamera treten. Wahrscheinlich werden sie die Frage eines Tages mit "wir waren jung und brauchten das Geld" beantworten.“